# История почты и почтовых марок Западно-Украинской Народной Республики

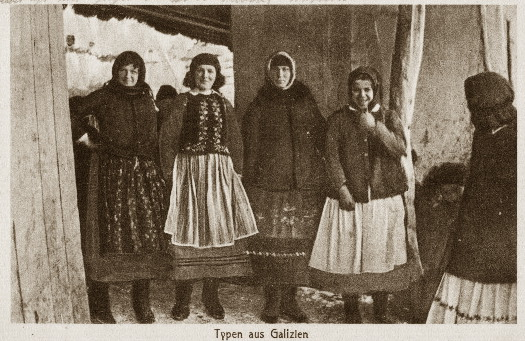
Открытка австро-венгерской полевой почты: типы Галиции (1914)

История почты Западно-Украинской Народной Республики (ЗУНР) занимает короткий период в годы Гражданской войны на территории Западной Украины (1918—1919) и включает выпуски почтовых марок, наклеек и провизориев от имени этого временного государственного образования, а также румынской армии.

## Ранний период
С семидесятых годов XVIII века до ноября 1918 года территории нынешних Львовской, Ивано-Франковской, а также южные и центральные районы Тернопольской областей находились под властью Австро-Венгрии. В этот период регион назывался Восточной Галицией, и почтовое обращение на его территории определялось порядком, установленным для австрийской части государства.

## Западно-Украинская народная республика
В ноябре 1918 года в Восточной Галиции было образовано самопровозглашённое государство — Западно-Украинская народная республика, позже вошедшая в Украинскую Народную Республику как Западная область. Столица ЗУНР располагалась сначала во Львове, затем в Станиславове (ныне Ивано-Франковск). На часть территории Западно-Украинской народной республики претендовало возрождённое Польское государство, что привело к вооружённым столкновениям. В сентябре 1919 года Польша признала западноукраинское правительство. По Рижскому договору 1921 года вся Западная Украина вошла в состав Польши.
За недолгое время своего существования ЗУНР эмитировала собственные почтовые марки.

### «Львовский» и «коломыйский» выпуски

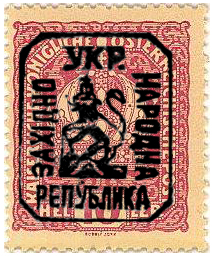
Почтовая марка ЗУНР, «львовский» выпуск (1918)

Так называемый «львовский» выпуск — надпечатка ручным металлическим штемпелем в восьмиугольной рамке городского герба Львова и названия республики на украинском языке укр. «Західно Укр. Народна Республіка» («Западно-Украинская народная республика») чёрной краской на четырёх австрийских почтовых марках — был произведён во Львове 20 ноября 1918 года  (Sc #1—4, 4A). Марки были в обращении во Львове два дня и позже некоторое время в Станиславове, Ходорове и Коломые.
«Коломыйский» выпуск — типографская надпечатка чёрной краской в две строки «Укр. Н. Р.» и нового номинала без указания валюты на четырёх австрийских марках  (Sc #5—8). Надпечатка производилась в типографии Браунера (Коломыя).
Были также выпущены беззубцовые регистрационные ярлыки для заказных писем с надпечаткой стоимости в сотиках на розовой бумаге. Ярлык номиналом в 30 сотиков (Sc #F1) вышел 12 декабря 1918 года, а 4 января 1919 года был выпущен ярлык номиналом в 50 сотиков (Sc #F2). По данным каталога «Скотт» (2006), эта наклейка была введена в действие с 1 января 1919 года, однако почтовое ведомство Коломыи не знало о соответствующем решении правительства ЗУНР примерно до 7 января. При этом старая наклейка (Sc #F1) продолжала использоваться в комбинации с австрийскими 20-геллеровыми марками до тех пор, пока её запасы не были израсходованы, после чего стали применять новую наклейку (Sc #F2).

### «Станиславские» выпуски
В дальнейшем было сделано три «станиславских» выпуска — надпечаток на 48 австрийских почтовых и трёх доплатных марках, 12 доплатных марках Боснии и 31 марке полевой почты Австро-Венгрии.
Первый «станиславский» выпуск. 18 марта 1919 года в частной типографии в Станиславе были произведены типографские надпечатки чёрной краской в три строки «Пошта Укр. Н. Реп.» и наименования валюты на 19 австрийских марках (Mi #7—26; Sc #9—28). В конце апреля состоялся повторный выпуск — типографская надпечатка чёрной краской на десяти австрийских почтовых и одной доплатной марках и одной марке полевой почты. От предыдущего выпуска надпечатка отличалась наличием в верхней части двух горизонтальных линий, отсутствием звёздочек и разнесением слогов в названии валюты: «ша — гів».
Второй «станиславский» выпуск. 5 мая 1919 года была произведена типографская надпечатка чёрной краской в три строки «Пошта Укр. Н. Реп.» и наименования валюты на 12 доплатных марках Боснии. После надпечатки доплатные марки использовались как обычные почтовые. Позднее были надпечатаны 23 марки полевой почты Австро-Венгрии. С 8 по 13 мая 1919 года в Австрийской государственной типографии в Вене были выполнены типографские надпечатки чёрной краской трезубца и по углам марки «З. У. Н. Р.» на 19 австрийских марках (Sc #76—94). Каталог «Скотт» выделяет марки с надпечаткой трезубца в отдельный выпуск.
Третий «станиславский» выпуск. С 9 по 12 мая 1919 года была произведена типографская надпечатка чёрной краской в две строки «Пошта Укр. Н. Реп.» и новой стоимости на семи марках полевой почты Австро-Венгрии, а 12 июля того же года — на двух доплатных марках Австрии (Mi #83-91; Sc #95—103).

«Станиславские» выпуски (1919)
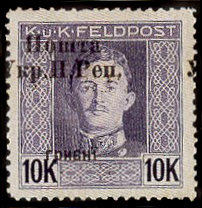
Марка второго выпуска номиналом в 10 гривен
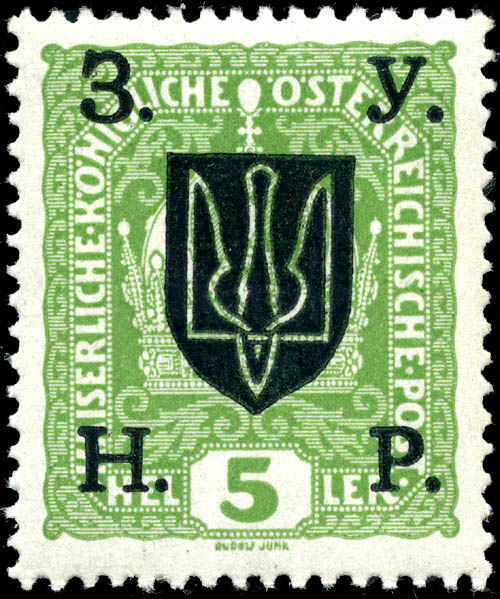
Марка второго выпуска номиналом в 5 геллеров (Sc #77)
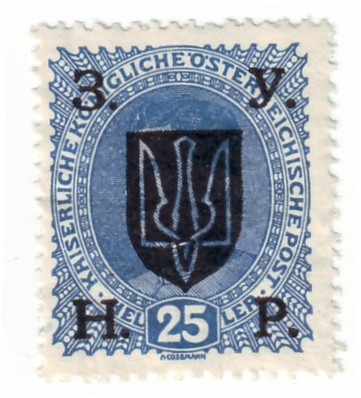
Марка второго выпуска номиналом в 25 геллеров  (Sc #83)
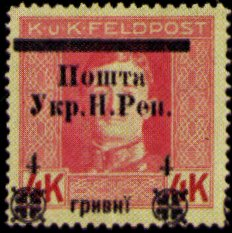
Марка третьего выпуска номиналом в 4 гривны

## Издания, не поступившие в обращение

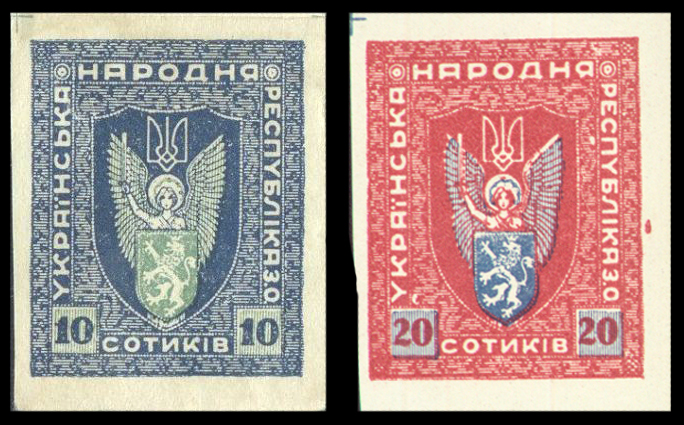
Марки первой серии Западной области Украинской Народной Республики (1919)

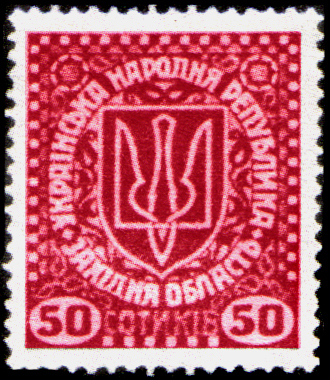
Марка второй серии Западной области Украинской Народной Республики (1919)

В 1919 году администрацией Западной области Украинской Народной Республики (ЗО УНР) были заказаны в Государственной типографии Австрии две серии марок оригинальных рисунков. К моменту исполнения заказа, в мае 1919 года, УНР утратила контролируемую ей территорию, и марки в обращение не поступили. Почти весь тираж был уничтожен, за исключением небольшой части, проданной для покрытия расходов на издание марок.
Первая серия включает в себя три беззубцовые почтовые марки номиналом в 10, 20 и 50 сотиков и две зубцовые номиналом в 1 и 10 корон. На марках изображена аллегория единой Украины: комбинация из трёх гербов — УНР, Киева и Львова и дана надпись: «Українська Народня Республіка З. О.».
Вторая серия состоит из 12 марок. На четырёх из них изображён Архангел Михаил (герб Киева), на другой четвёрке — трезубец (герб Украины), а на остальных — галицкий лев (герб Львова); номинал от 5 сотиков до 3 корон; надпись: «Українська Народня Республіка Західня область». Эту серию почтовых марок обнаружили лишь в 1954 году. Для Западной области УНР также были выпущены девять цельных вещей и три почтовых формуляра.

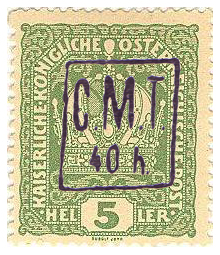
Почтовая марка румынской военной администрации для оккупированной территории Украины с надпечаткой нового номинала в 40 геллеров (1919)

## Выпуск румынской военной администрации
24 мая 1919 года румынская армия оккупировала территорию Южной Галиции и Буковину (район Коломыи). 14 июня румынской военной администрацией на австрийских почтовых и доплатных марках  (Sc #N11—N13), а также открытках была сделана чёрно-фиолетовая или фиолетовая надпечатка аббревиатуры «С. М. Т.» (рум. «Comandamentul Militar Territorial» — «Комендатура военной территории») и нового номинала в прямоугольной рамке. Марки применялись до 20 августа 1919 года.
Одновременно на Западной Украине ходили 93 провизория и две почтовые наклейки.